# Thelypteris prolatipedis
Thelypteris prolatipedis är en kärrbräkenväxtart som beskrevs av David Bruce Lellinger. Thelypteris prolatipedis ingår i släktet Thelypteris och familjen Thelypteridaceae. Inga underarter finns listade.